# 札幌市立篠路小学校
札幌市立篠路小学校（さっぽろしりつ しのろしょうがっこう）は、北海道札幌市北区篠路4条9丁目3-1にある公立小学校。

## 概要
1872年(明治5年)11月に開校した、歴史のある小学校である。校舎改築に伴う移転を繰り返し、現在は上篠路公園に隣接した場所に位置している。
札幌市教育委員会の事業である「札幌市学校図書館地域開放事業」の指定校となっている。

## 沿革
- 1872年（明治5年）
  - 11月10日 - 篠路教育所を草創
- 1876年（明治9年）
  - 1月14日 - 篠路公立教育所と改称
- 1882年（明治15年）
  - 6月26日 - 篠路学校と改称
- 1896年（明治29年） - 公立篠路尋常小学校と改称
- 1897年（明治30年）
  - 5月4日 - 茨戸、福移分教場設置
  - 5月27日 - 山口（鴻城）分教場設置
- 1900年（明治33年）
  - 4月24日 - 篠路尋常高等小学校と改称
  - 5月4日 - 茨戸、福移、山口各分教場が、尋常小学校として独立
- 1903年（明治36年） - 中野分教場設置、のち中野特別教授場と改称
- 1907年（明治40年） - 小学校令改正、尋常科6年・高等科2〜3年・義務教育は、尋常科6年間
- 1910年（明治43年） - 篠路女子実業補習学校を附設、12月〜3月まで開設
- 1914年（大正3年）
  - 4月1日 - 中野特別教授場を福移に合併、茨戸尋常小学校を篠路に合併し、毎年12月より3月まで茨戸特別教授場とする
- 1925年（大正14年） - 校舎新築（篠路97番地）
- 1926年（大正15年） - 篠路青年訓練所開設
- 1934年（昭和9年）
  - 4月1日 - 茨戸特別教授場を尋常科4年までの通年制とする
- 1935年（昭和10年）
  - 4月1日 - 実業補習学校・青年訓練所廃止、篠路村教育是制定
- 1938年（昭和13年）
  - 5月 - 勤労教育研究指定校
- 1941年（昭和16年）
  - 4月1日 - 篠路国民学校と改称
- 1943年（昭和18年）
  - 4月1日 - 茨戸特別教授場が国民学校として独立
- 1947年（昭和22年）
  - 4月1日 - 新学制実施、篠路村立篠路小学校と改称
- 1955年（昭和30年）
  - 1月13日 - 札幌市に合併、札幌市立篠路小学校と改称
- 1961年（昭和36年） - 校歌制定
- 1965年（昭和40年）
  - 12月19日 - 現在地に校舎新築移転　学校給食開始（親学校）、第2期校舎増築
- 1967年（昭和42年）
  - 9月 - 第3期校舎増築
- 1968年（昭和43年）
  - 4月 - 第4期（鉄筋）校舎増築
- 1969年（昭和44年）
  - 4月1日 - グラウンド拡張工事
- 1971年（昭和46年）
  - 4月1日 - プール完成、第5期校舎増築（鉄筋体育館）
  - 11月10日 - 開校100周年記念式典
- 1972年（昭和47年）
  - 6月 - 第6期（鉄筋）校舎増築工事着工
- 1973年（昭和48年）
  - 12月15日 - 太平小学校開設にともない、児童180名を移籍する
- 1975年（昭和50年）
  - 3月25日 - 篠路西小学校開設にともない、児童470名を移籍する
- 1978年（昭和53年）
  - 3月25日 - 拓北小学校開設にともない、児童481名を移籍する
- 1981年（昭和56年）
  - 11月8日 - 開校110年記念式典
- 1984年（昭和59年）
  - 12月20日 - 二線校舎塔屋「愛の鐘」設置
- 1987年（昭和62年）
  - 7月8日 - プール全面改修工事完成
  - 8月 - 最後の木造校舎取り壊し
- 1988年（昭和63年）
  - 8月12日 - 新校舎完成
- 1989年（平成元年）
  - 3月18日 - モニュメント「やんchaについて」像設置
- 1990年（平成2年）
  - 10月19日 - グラウンド改修、遊具完成
- 1991年（平成3年）
  - 11月9日 - 開校120年を祝う会
- 1994年（平成6年）
  - 6月8日 - 流水実験装置完成
  - 9月27日 - 開放図書館開館
- 1996年（平成8年）
  - 1月27日 - 第26回世界児童画展、都道府県団体賞受賞
- 1999年（平成11年）
  - 7月27日 - グラウンド埋蔵物調査
- 2000年（平成12年）
  - 12月8日 - グラウンド全面改修工事
- 2001年（平成13年）
  - 11月9日 - 130周年記念式典祝賀会
- 2002年（平成14年）
  - 3月26日 - 百合が原小学校開設にともない、児童428名を移籍する
  - 8月20日 - あおぞら学級開級
  - 10月31日 - 二線校舎改築工事完成
- 2004年（平成16年）
  - 10月29日 - 北海道社会科教育研究大会・北海道生活科研究大会
- 2005年（平成17年）
  - 4月 - 特別支援教育ボランティア導入モデル事業開始
- 2008年（平成20年） - 教員住宅跡地に円形花壇設置、並びに桜植樹
- 2009年（平成21年）
  - 11月13日 - 北海道エネルギー環境教育研究大会
- 2011年（平成23年）
  - 6月29日 - 開校140周年記念植樹（エゾヤマザクラ）
- 2013年（平成25年） - 篠路小学校及び篠路児童会館改築検討委員会
- 2015年（平成27年） - 新校舎完成（児童会館併設）
- 2017年（平成29年）
  - 8月30日 - （札幌市）北区防災訓練実施（会場校）
- 2018年（平成30年）
  - 4月1日 - 子どもの体力向上に係る実践研究推進校に認定
  - 4月1日 - 東京2020オリンピック・パラリンピック教育実践校に認定
  - 4月1日 - 通級教室（まなびの教室）開級
- 2019年（令和元年）
  - 7月 - 北海道教育大学札幌校との連携による「子どもの体力向上」に係る調査研究校に指定
- 2020年（令和2年）
  - 9月 - 学校における運動機会の充実を図る環境整備推進事業実践校に指定
- 2021年（令和3年）
  - 4月 - GIGAスクール構想に基づくICT環境（一人一台端末）整備
  - 11月10日 - 開校150周年記念式典・ありがとうの会開催

## 学校教育目標
- たくましく生きる子　【健やかな体（体）】
- なかのよい子　　　　【豊かな心（徳）】
- よろこびをもつ子　　【学ぶ力（知）】

## 校章
雪のように清らかに
　笹のようにねばり強く
がっちり肩をくんで
　勉学に励み
先人の開拓者精神をひきつぎ
　たくましく生きよう

## 校歌
作詞：斉藤 七郎治　作曲：林 喬木

## 校木
- シラカバ